# Rosław (miasto)
Rosław (ros. Рославль, trb. Rosławl) – miasto w obwodzie smoleńskim Federacji Rosyjskiej. Ludność: 48,9 tys. mieszkańców (2020). Stolica rejonu rosławskiego.

## Historia

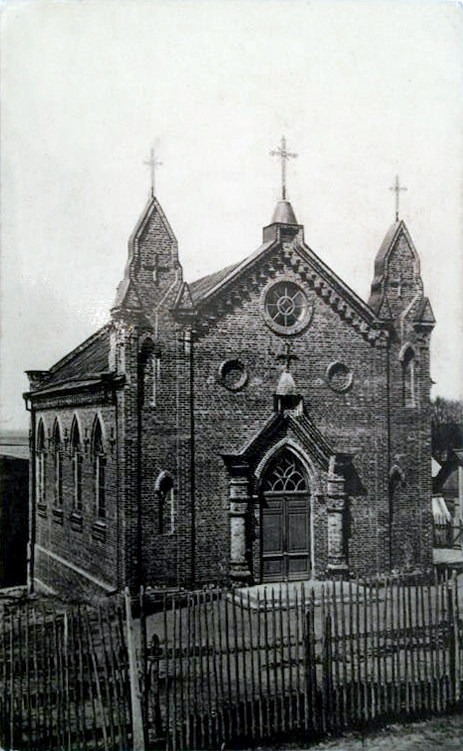
Dawny kościół katolicki pw. św. Jana Chrzciciela na pocz. XX w.

Założony w 1137 przez księcia Rościsława I Michała.
Od 1408 przez około 100 lat w Wielkim Księstwie Litewskim połączonym unią z Polską. W 1610 roku zdobyty przez wojska polskie. Leżał w granicach województwa smoleńskiego I Rzeczypospolitej. W 1623 roku otrzymał od króla Polski Zygmunta III Wazy prawa miejskie magdeburskie oraz herb. Podczas powstania Chmielnickiego zajęte bez walki przez Kozaków w dniu 16 czerwca 1651 roku, którzy wymordowali część miejscowej ludności.
W 1654 zajęty przez Carstwo Rosyjskie. Utratę miasta potwierdził rozejm andruszowski.
W I połowie XX wieku stacjonował tu 1 Newski Pułk Piechoty.
Od 1919 miasto przynależało do Rosji Radzieckiej, od 1922 przynależąc do ZSRR. 3 sierpnia 1941 zajęte przez wojska niemieckie, pod okupacją których pozostawało do 25 września 1943.

## Zabytki
- Monaster Przemienienia Pańskiego w Rosławiu(inne języki)
- gmach gimnazjum żeńskiego z XIX w.
- kamieniczki i domy z XIX/XX w.
- dworzec kolejowy

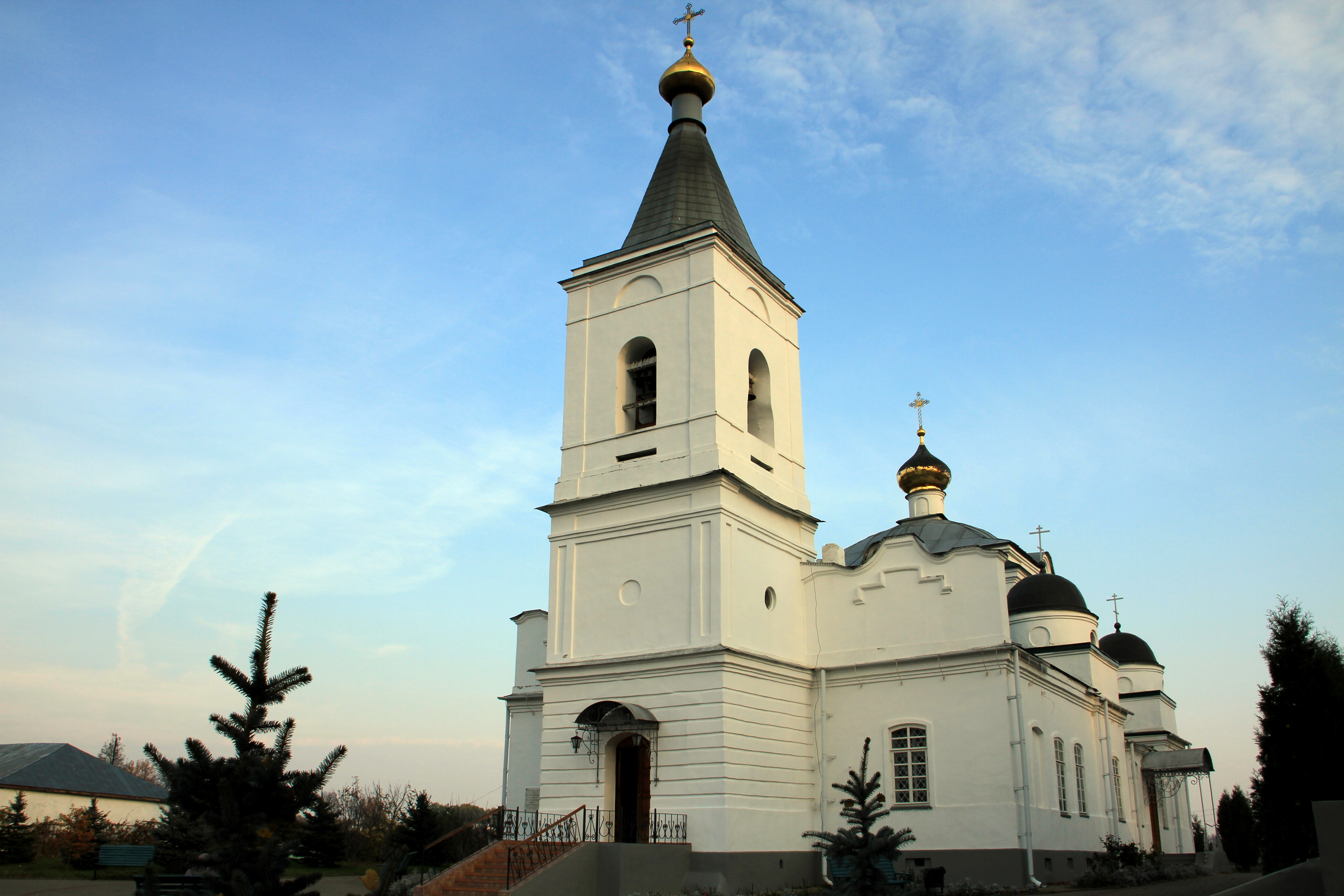
Sobór Przemienienia Pańskiego
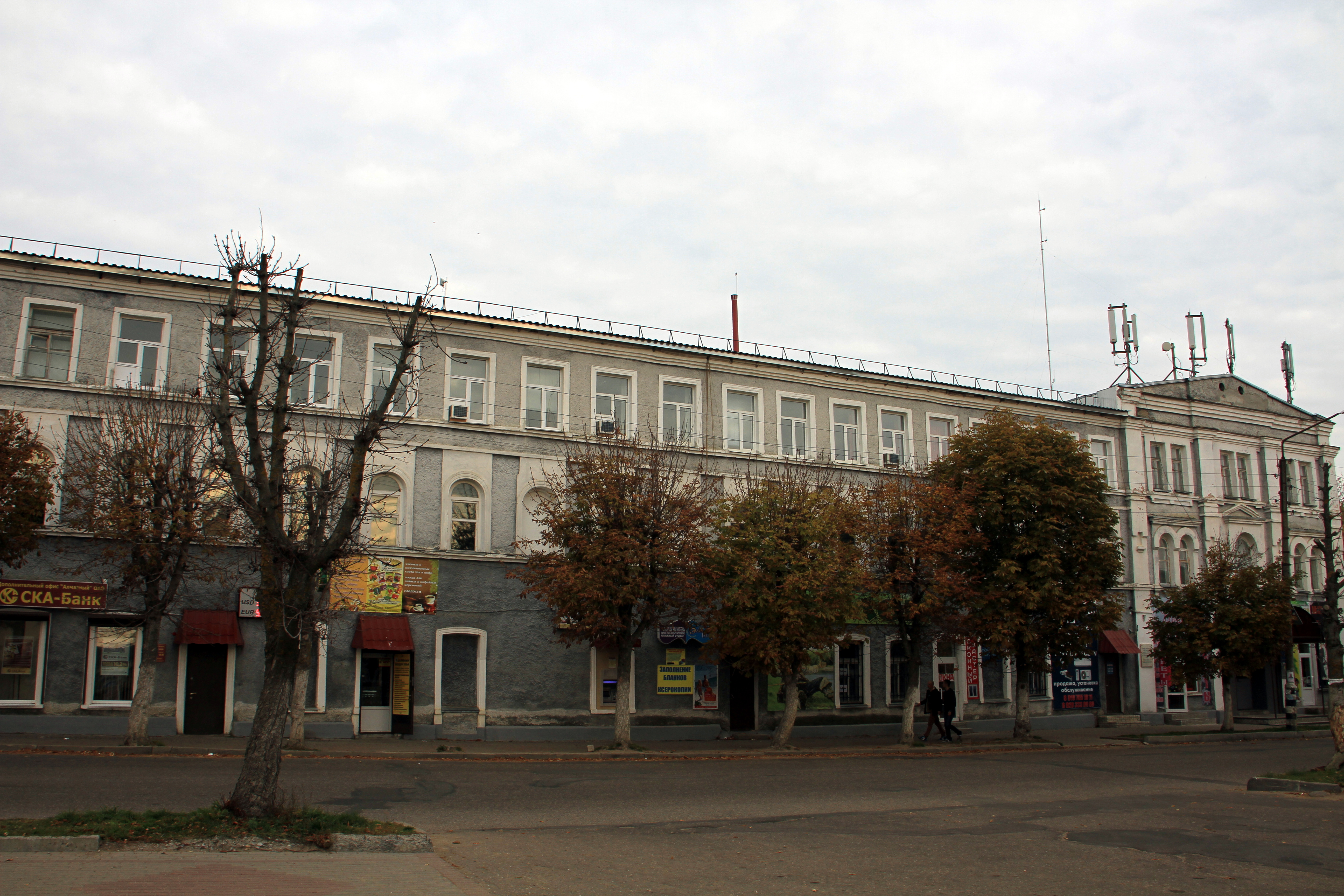
Gmach gimnazjum żeńskiego
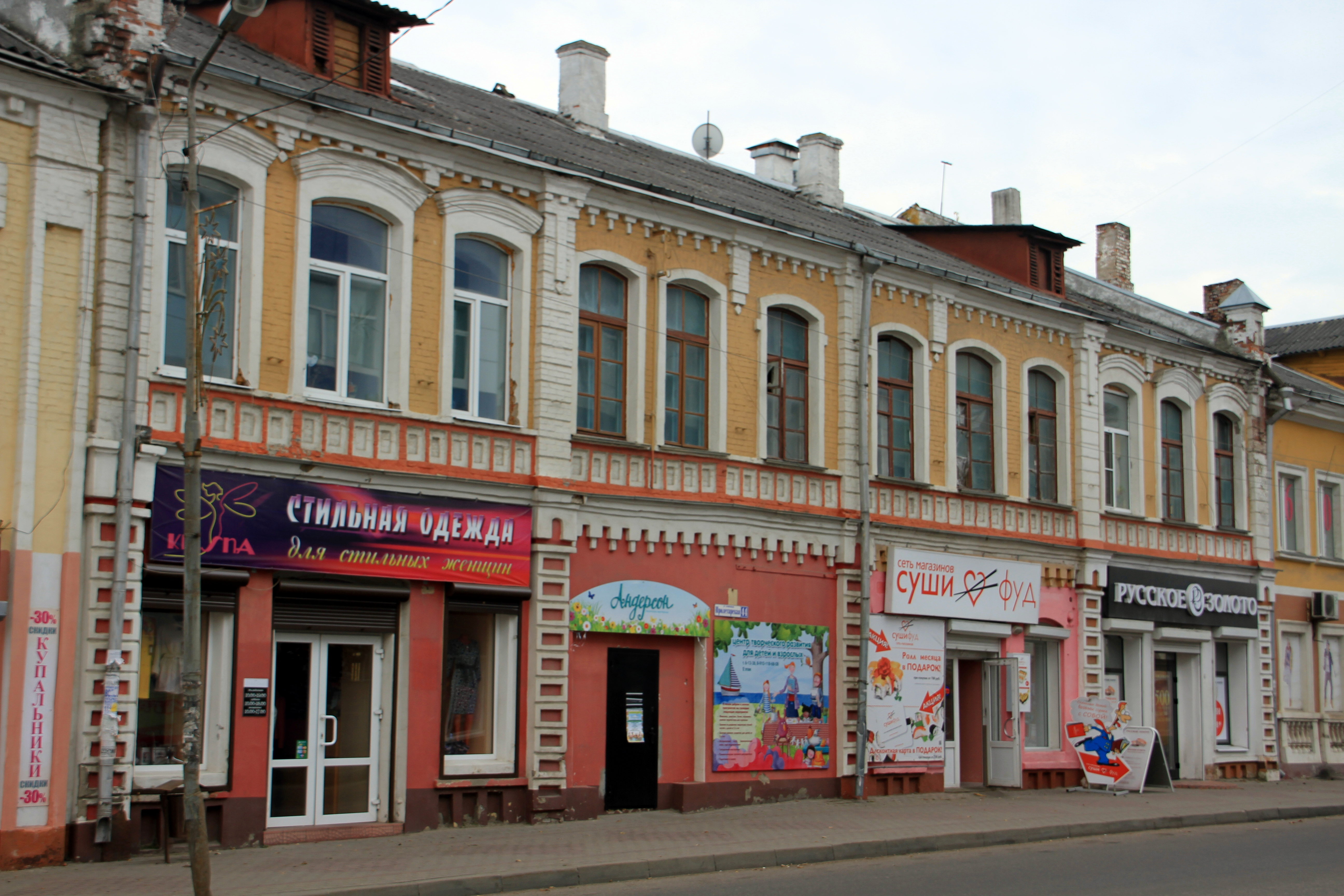
Kamieniczka z XIX w.
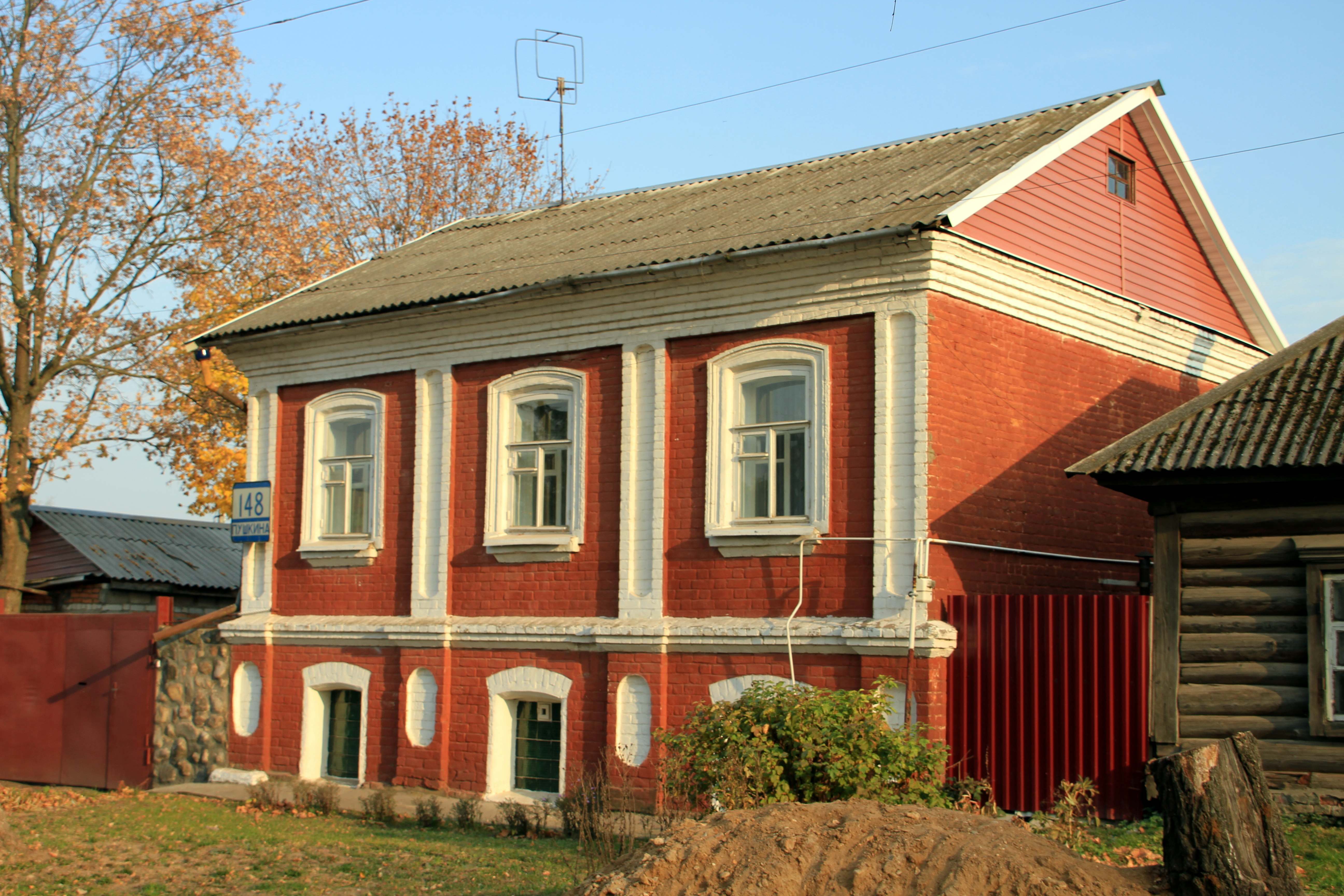
Dom z XIX w.

## Transport

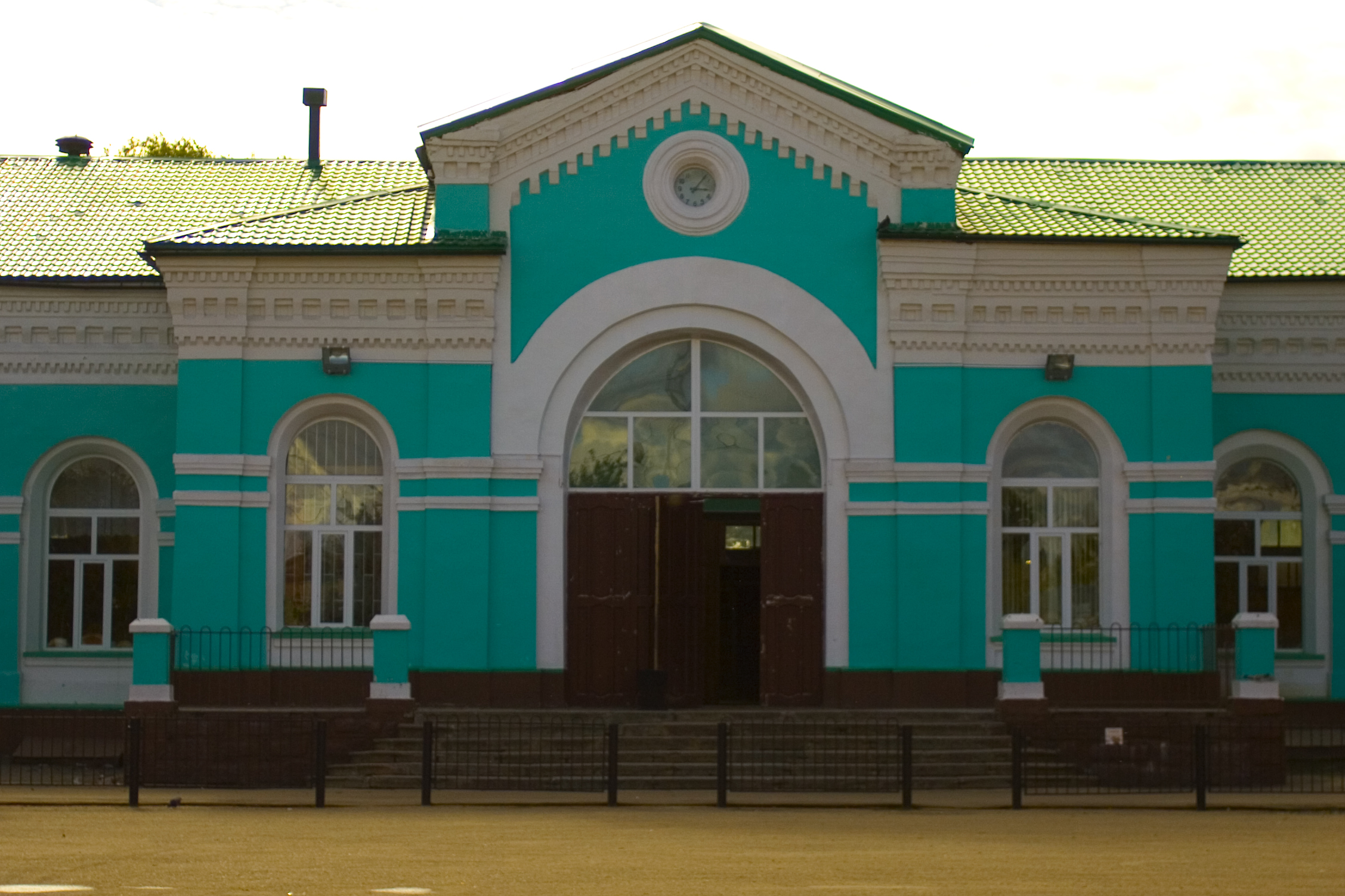
Dworzec kolejowy Rosław I

W mieście znajdują się dworce kolejowy (Rosław I) i autobusowy.

## Urodzeni w Rosławiu
W 1918 w Rosławiu urodziła się polska aktorka Irena Maślińska.